# Panzerrollbahn
Als sogenannte Panzerrollbahn (eigentlich meist Rollbahn) bezeichneten die Streitkräfte der Wehrmacht sowie alliierte Militärkräfte die Haupttransportwege, die von deutschen Streitkräften genutzt wurden.

## Bezeichnung
Das Kriegsministerium der Vereinigten Staaten gab 1945 in seinem „Handbook on German Military Forces“ an, dass möglichst für jede eigenständige deutsche Einheit, beispielsweise eine Division, eine Versorgungsstraße ausgewiesen wurde. Im Allgemeinen wurde die Hauptvormarschroute der Einheit als deren Versorgungsstraße festgelegt. Diese Hauptroute wurde „Rollbahn“ genannt, zur Unterscheidung von etwaigen sekundären Versorgungsstraßen. Wurde die Hauptversorgungsstraße sowohl für Truppenbewegungen als auch für Versorgungszwecke genutzt, wurde sie im Allgemeinen als „Durchgangsstraße“ bezeichnet. Auf die Instandhaltung dieser Routen und der Tankstellen wurde großer Wert gelegt. Sie wurden in der Anfangsphase des deutsch-sowjetischen Krieges auch oft Panzerrollbahnen genannt.

## Ostfront

### Zweck
Militärfahrzeuge hatten Vorrang auf den Rollbahnen, deren Benutzung für Marschkolonnen und Viehtransporte untersagt wurde. So hing die Versorgung der gesamten Ostfront von den Rollbahnen ab (die „meist nichts anderes waren als breite, unbefestigte Pisten durch die russische Landschaft“), vor allem aber von den Eisenbahnlinien, welche vor ihrer Inbetriebnahme von der russischen Breitspur auf die deutsche Normalspur ummontiert wurden.

### Beschaffenheit
Die Brauchbarkeit der Strecken veränderte sich mehrfach was zum Teil saisonbedingt war. So wurde für die Rollbahn Minsk-Smolensk zum Winter 1943–44 ein guter Zustand notiert. Dagegen erwies sich die Strecke nach Süden von Olenino bei dem Fluss Lutschesa schlechter als erwartet, da es sich um unverbesserte Landstraße mit zum Teil schwierigen bis sumpfigen Wegstrecken handelte.
Der Historiker Christian Hartmann schreibt, dass die russischen Rollbahnen im Herbst 1941 sich bei Regen und Schnee in einen „grundlose Morast“ verwandelten, in dem „ganze Armeen versanken“.  Ab Mitte Oktober versank die gesamte Heeresgruppe Mitte samt Lastkraftwagen, Panzern, Geschützen und Gespannen im Morast, „obwohl die Deutschen diese Straße stolz Panzerrollbahn nannten“ - wie Fabian von Schlabrendorff aus einem Zeugenbericht in seinen „Begegnungen in fünf Jahrzehnten“ wiedergibt.

### Die Rollbahnen R1, R2, R3

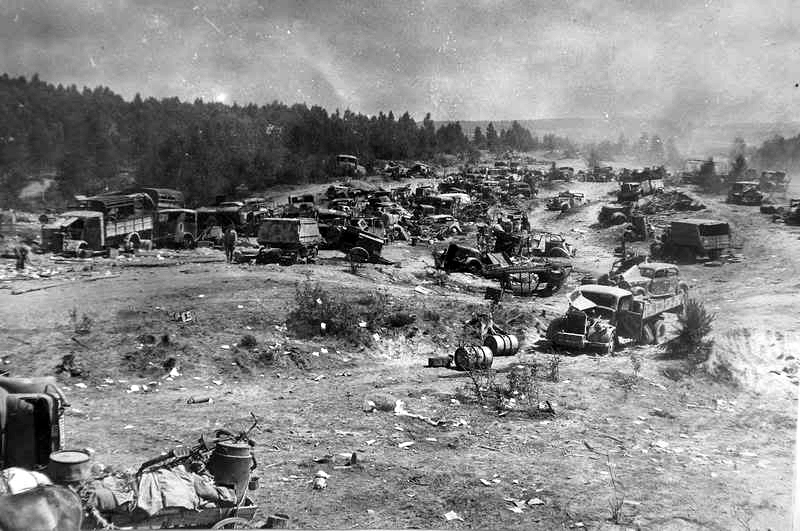
Zerstörte Fahrzeuge auf einem Fahrbahnbereich in der Nähe von Titovka/Bobruysk, Belarus (Juni 1944)

Im Krieg gegen die Sowjetunion, in einem Befehl des Berück Mitte vom 17. Juli 1941 zufolge waren im Bereich der Heeresgruppe Mitte drei derartige Panzerrollbahnen vorgesehen. Für die Rollbahnen wurden bestehende Straßen genutzt, deren Belag – soweit vorhanden – aufgrund der starken Belastung schnell zerstört war, und die sich bald zu mehrspurigen Verkehrswegen erweiterten.
Die südlichste der Panzerrollbahnen, die R. 1, führte vom Grenzort Terespol über Brest, Kobryn und Sluzk nach Bobrujsk. Ihr weiterer Verlauf führte Richtung Osten, bei Rahatschou bog sie nach Nordosten Richtung Roslawl und damit Richtung Moskau ab. Die R. 1 war die einzige der drei Routen, die im Juli 1941 bereits über die weißrussisch-russländische Grenze hinweg geplant war. Für die R. 2 und R. 3 waren zu diesem Zeitpunkt als östlichste Punkte noch belarussische Städte vorgesehen.
Die R. 2 begann in der nördlich von Brest gelegenen Siedlung Widomlja und führte parallel zur R. 1 über Slonim nach Baranawitschy. Hier teilte sie sich in R. 2a und R. 2b. Die R. 2a bog nach Südosten ab, bis sie bei Ljachawitschy auf die R. 1 stieß; dieser folgte sie bis Sluzk, wo sie nach Norden abbog, um südlich von Minsk auf die dortige Umgehungsstraße zu stoßen. Die R. 2b führte von Baranawitschi nach Nordosten über Mir, Stoubzy und Dsjarschynsk (damals Kojdanowo) weiter Richtung Minsk, wo sie sich mit der R. 2a wieder zur R. 2 vereinigte. Deren weiterer Verlauf führte über Smaljawitschy, Baryssau und Orscha weiter Richtung Moskau.
Die R. 3 war die nördlichste der drei Rollbahnen. Sie begann im polnischen Suwałki und führte über Vilnius, Maladsetschna und Lahojsk weiter nach Lepel und Witebsk.
Im Bereich Minsk war eine Verbindungsstraße zwischen den Rollbahnen 2 und 3 ausgeschildert.

### Durchgangsstraße IV
Die DG IV führte als Teilstrecke der heutigen Europastraße 40 von Breslau über Kattowitz, Przemyśl, Tarnopol, Lemberg, Winnitza, Dnjepropetrowsk und Kirowograd bis nach Stalino (Donezk). Später sollte sie über Taganrog in den Kaukasus führen. Die ukrainische Fernstraße M 12 hat den Streckenverlauf der ehemaligen DG IV.
Im Winter 1941/42 wurde der Ausbau beschlossen, um die Versorgung der Heeresgruppe Süd für die geplante Sommeroffensive zum Asowschen Meer und in den Kaukasus zu verbessern. Nach den Vorstellungen von Himmler und Speer sollte die DG IV auch geplante deutsche Siedlungen (Generalplan Ost) erschließen. Hitler stimmte den Plänen zu, bestand aber darauf, dass die DG IV nur auf rudimentäre Weise ausgebaut würde.

### Dokumentarfilm
1953 erschien der österreichische Dokumentarfilm Beiderseits der Rollbahn, der auf Wochenschauberichten, bis dahin unveröffentlichten Propaganda- und Privataufnahmen beruhte, die neu kommentiert wurden, und nur den Russlandfeldzug bis zur Invasion der Alliierten und nichts von der Niederlage zeigen. Der Spiegel sprach von einer „PK-Nachgeburt“.

## Ardennenoffensive

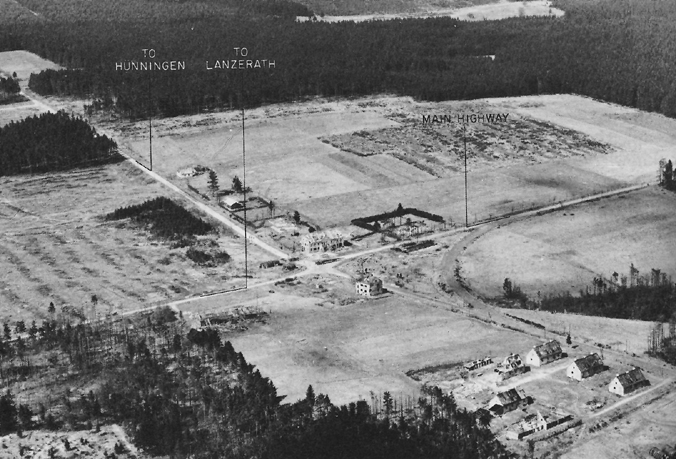
Losheimergraben, US-Luftaufklärungsfoto von 1944 (Rollbahn D führte durch Lanzerath)

Die Bewegung der Panzerdivisionen nach Westen wurde durch fünf Rollbahnen oder Bewegungsrouten gesteuert, die alphabetisch von Nord nach Süd bezeichnet wurden:
Route A führte von Hollerath, Deutschland, über Krinkelt und Elsenborn ins Hohe Venn und weiter nach Lüttich; Die Route B hatte ihren Ursprung in Udenbreth, Deutschland, und führte südlich von Krinkelt nach Bütgenbach, Malmedy und Spa. Beide dienten dem Schutz der Nordflanke der 12. SS-Panzerdivision. Route C, die Hauptvorstoßachse der 12. SS-Panzerdivision, nutzte die Hauptstraße von Losheim nach Losheimergraben und Büllingen und führte dann weiter nach Westen nach Bütgenbach, Waimes und Malmedy. Die Route D, die Hauptangriffslinie der 1. SS-Panzerdivision, führte von Losheim über Honsfeld, dann quer durchs Land nach Möderscheid und Schoppen, bevor sie die Straße nach Ligneuville und Wanne aufnahm. Die Route E, die im Abschnitt des VIII. US-Korps lag und die Südflanke des Vormarsches der 1. SS-Panzerdivision schützte, hatte ihren Ursprung in Manderfeld, führte dann nach Andler, Born und Recht und überquerte den Fluss Salm bei Vielsalm.
Die nördlichste Strecke (Rollbahn A) wurde als unzureichend für den extensiven Einsatz von Panzern eingestuft und daher nur für das Verstärken der gepanzerten Aufklärungsabteilung vorgesehen. Die Rollbahn A sollte eine weitaus größere Bedeutung erlangen, als in der ursprünglichen Planung vorgesehen. Innerhalb des I. SS-Panzerkorps lag der Schwerpunkt im Zentrum des Sektors: Rollbahn D für die 1. SS-Panzer-Division und Rollbahn C für die 12. SS-Panzer-Division, wobei beide Routen durch Losheimergraben (engl. „Losheim Gap“) führten.